# پتر پک
پتر پک (استونیایی: Peeter Päkk؛ زادهٔ ۲۶ نوامبر ۱۹۵۷) تیرانداز اهل استونی است. وی در بازی‌های المپیک تابستانی ۱۹۹۲ شرکت کرده‌است.